# 托皮利尼齊亞河

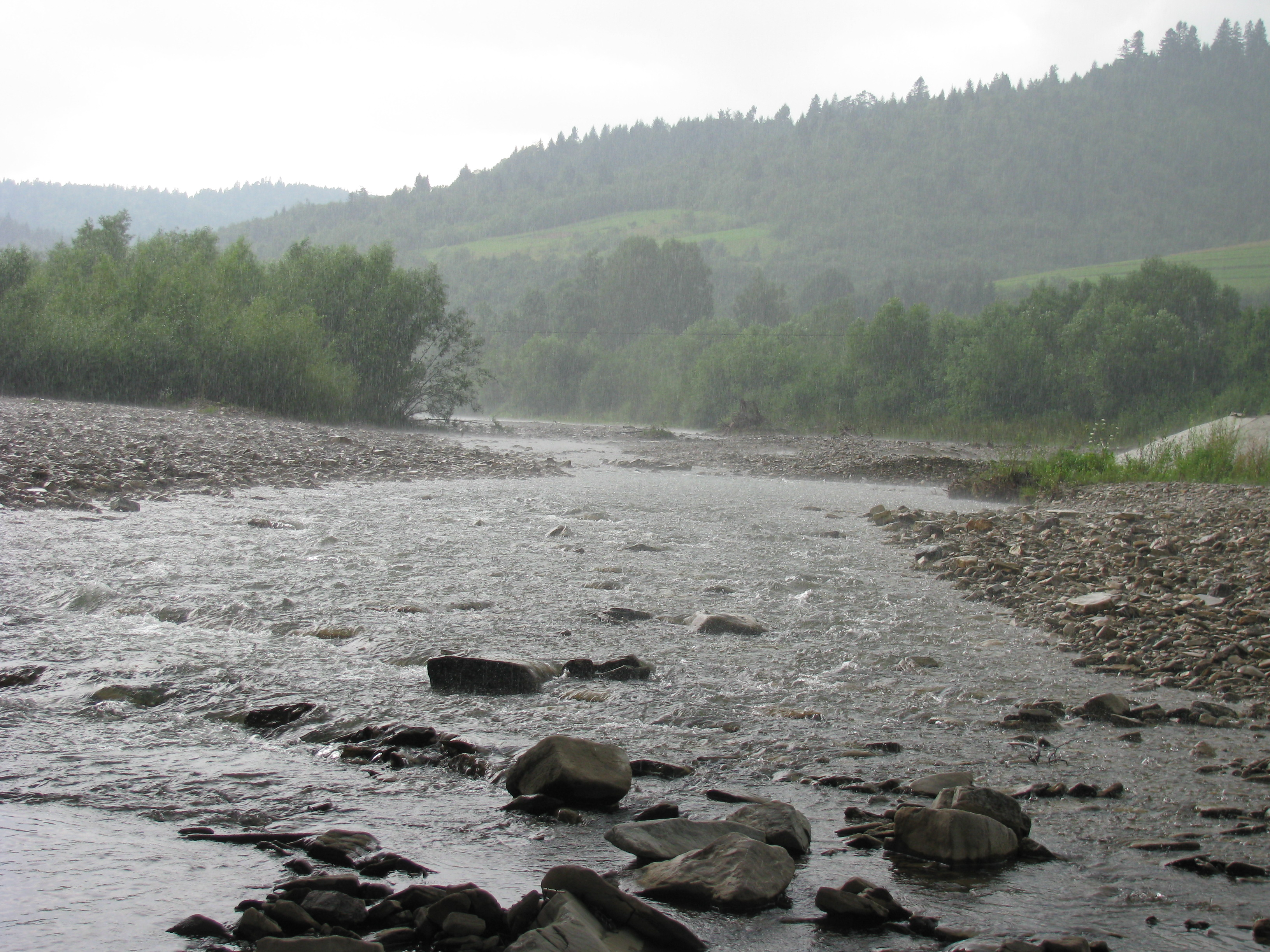

托皮利尼察河（烏克蘭語：Топільниця），是烏克蘭西部的河流，屬於德涅斯特河的支流。該河流經利維夫州的桑比爾區，河道全長19公里，流域面積108平方公里。